# Jerónimo Figueroa Cabrera
Jerónimo Figueroa Cabrera, noto come Momo (Las Palmas de Gran Canaria, 15 luglio 1982), è un ex calciatore spagnolo, di ruolo centrocampista.

## Carriera
Ha giocato in massima serie con le maglie di Albacete, Deportivo La Coruña, Racing Santander e Xerez.